# Новая Мельница (Новгородская область)
Но́вая Ме́льница — деревня в Новгородском районе Новгородской области России. Входит в состав Ермолинского сельского поселения.

## География
Деревня находится в северо-западной части Новгородской области, в подзоне южной тайги, на правом берегу реки Веряжа, при автодороге 49К-1126, у западной окраины Великого Новгорода, административного центра области и района. Абсолютная высота — 26 м над уровнем моря.

### Климат
Климат района характеризуется как умеренно континентальный, влажный, с нежарким коротким летом и умеренно холодной зимой. Среднегодовая температура воздуха — 3,7 °C. Средняя многолетняя температура самого холодного месяца (января) составляет −8,7 — −7,9 °С; самого тёплого месяца (июля) — 16,9 — 17,8 °C. Безморозный период длится около 125—130 дней. Продолжительность периода активной вегетации растений (со среднесуточной температурой воздуха выше 10 °C) составляет 115—130 дней. Среднегодовое количество атмосферных осадков — 550—600 мм, из которых большая часть выпадает в тёплый период. Снежный покров длится в течение 115—120 дней.

### Часовой пояс
Деревня Новая Мельница, как и вся Новгородская область, находится в часовой зоне МСК (московское время). Смещение применяемого времени относительно UTC составляет +3:00.

## Население
| 2010 |
| ---- |
| 2016 |

### Национальный состав
Согласно результатам переписи 2002 года, в национальной структуре населения русские составляли 93 % из 1624 чел.

## Улицы
| - ул. Брусилова, - ул. Весёлая, - ул. Деловая, - ул. Добрая, - ул. Дружная, - ул. Жукова, - ул. Загородная, - ул. Звёздная, - ул. Зелёная, | - ул. Кольцевая, - ул. Конева, - ул. Красивая, - ул. Кутузова, - ул. Лесная, - ул. Мелиораторов, - ул. Нахимова, - ул. Невская, - ул. Новгородская, | - ул. Новосёлов, - ул. Панковская, - ул. Петра I, - ул. Полевая, - ул. Рокоссовского, - ул. Свободная, - ул. Скобелева, - пер. Согласия, - ул. Согласия, | - ул. Солнечная, - ул. Спокойная, - ул. Спортивная, - ул. Суворова, - ул. Счастливая, - ул. Талькова, - ул. Ушакова, - ул. Уютная, - ул. Центральная. |